# Scaposodus indicus
Scaposodus indicus är en skalbaggsart som beskrevs av Stefan von Breuning 1969. Scaposodus indicus ingår i släktet Scaposodus och familjen långhorningar. Inga underarter finns listade i Catalogue of Life.